# Mate-Strauch
Der Mate-Strauch (Ilex paraguariensis), auch Matebaum genannt, ist eine Pflanzenart aus der Gattung der Stechpalmen (Ilex) in der Familie der Stechpalmengewächse (Aquifoliaceae). Sie ist in Südamerika verbreitet und wird dort als Erva-Mate (Brasilien) beziehungsweise Yerba oder Yerba-Mate (spanischsprachige Länder) bezeichnet. Das Aufgussgetränk Mate-Tee aus den geschnittenen trockenen Blättern wird traditionell in Südamerika getrunken. In den frischen Blättern sind etwa 0,4 bis 1,6 % Koffein und 0,3 bis 0,45 % Theobromin, Spuren von Theophyllin sowie außerdem Caffeoylchinasäuren, Flavonoide, Saponine sowie Gerbstoffe enthalten.

## Beschreibung und Ökologie

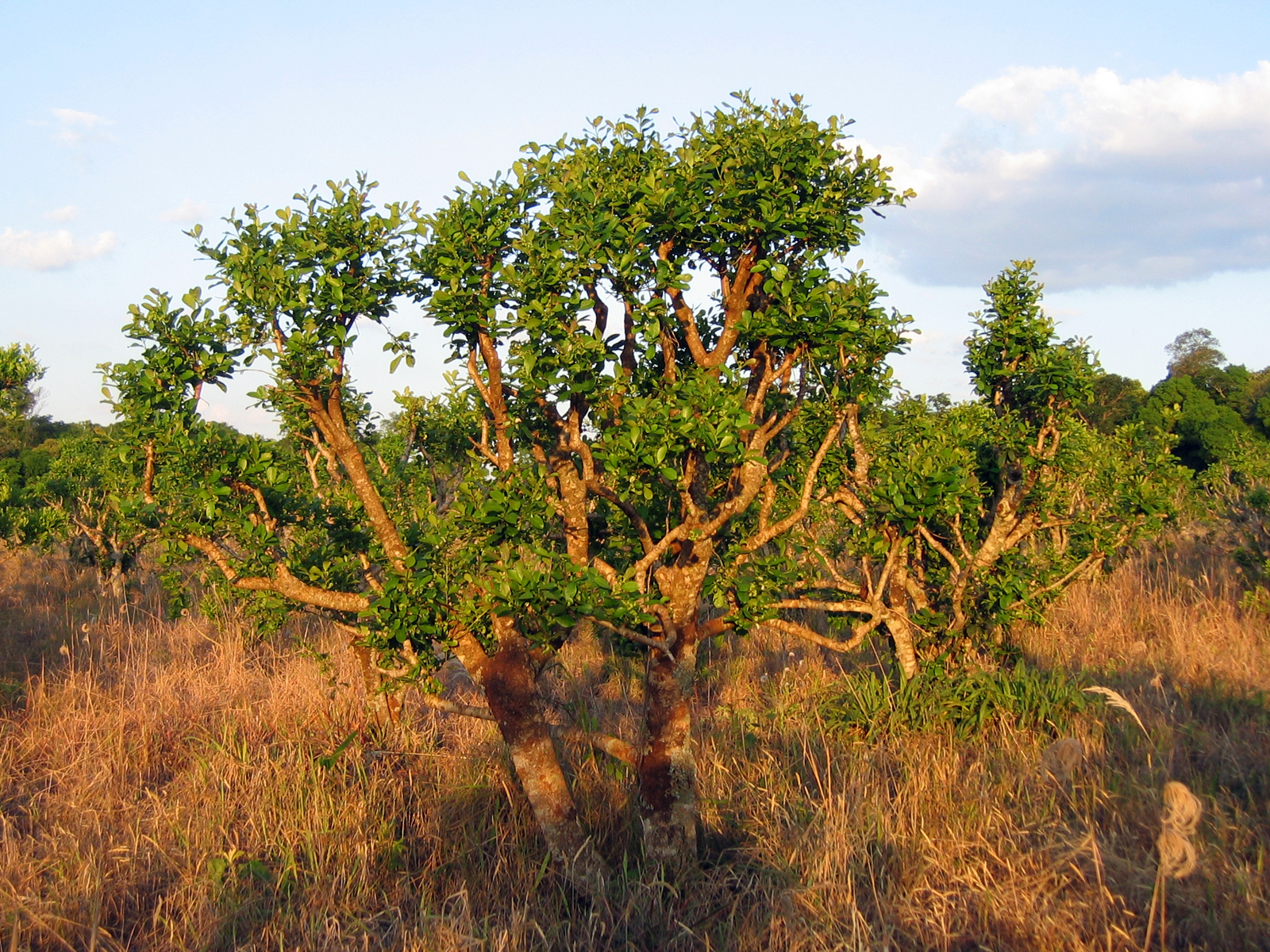
Habitus

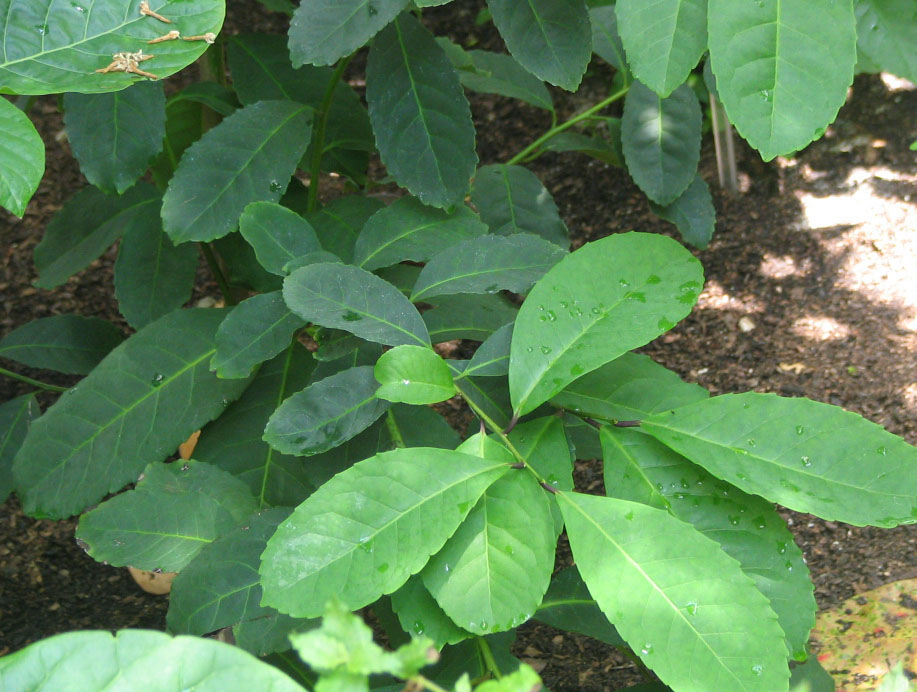
Zweige mit Laubblättern

Der immergrüne, reich verzweigte Matebaum hat eine oval zulaufende Baumkrone und einen hellgrauen Stamm mit einem Durchmesser von bis zu 40 Zentimeter. Wild erreicht er Wuchshöhen von 12 bis 18 Meter oder mehr, auf Plantagen wird er allerdings auf bis etwa 5–6 Meter Höhe zurückgeschnitten, um die Blätter besser abernten zu können.
Seine wechselständigen, lederartigen, kurz gestielten und glänzenden, glatten Laubblätter werden 6 bis 20 cm lang sowie 3 bis 9 cm breit, und haben den für Ilex-Arten charakteristischen gesägten bis gekerbten oder teils ganzen Rand und eine verkehrt-eiförmige bis elliptische, längliche Form. Die Spitzen der steifen, dicklichen Blätter sind abgerundet bis bespitzt, die Mittelvene hat eine gelbliche Färbung.
Ilex paraguariensis ist zweihäusig diözisch. Bei den männlichen achselständigen Thyrsen sitzen etwa bis zu 15–20 Blüten. Die weiblichen Blüten erscheinen meist einzeln bis etwa zu dritt. Die grünlich-weißen Blüten mit doppelter Blütenhülle sind vier- oder fünfzählig. Der kleine Kelch ist becherförmig. Die männlichen Blüten besitzen alternipetale Staubblätter und einen reduzierten, kissenförmigen Fruchtknoten. Bei den weiblichen Blüten ist der dunkelgrüne Fruchtknoten oberständig mit sitzender, gelappter Narbe und es sind Staminodien vorhanden.
Die 6 bis 10 Millimeter großen, roten Steinfrüchte sind 4- bis 8-samig. Damit der Keimling die sehr harte Schale durchbrechen kann, muss unter natürlichen Verhältnissen die Frucht erst den Verdauungsapparat eines Vogels passieren (Ornithochorie). Aus diesem Grund haben die reifen Früchte eine Farbe, die von Vögeln besonders gut wahrgenommen wird.
Die Chromosomenzahl beträgt 2n = 40.

## Vorkommen
Der Mate-Strauch wächst wild als Unterholz in den Araukarien-Wäldern West-Brasiliens, Argentiniens und Paraguays, auf dem Hochland zwischen den Flüssen Río Paraná, Río Paraguay und Río Uruguay und ihren Zubringern, aber nicht in Uruguay. Seine Heimat ist der Urwald des Paranábeckens.

## Taxonomie
Die Erstbeschreibung erfolgte 1822 durch Augustin François César Prouvençal de Saint-Hilaire in Mémoires du Muséum d’histoire naturelle 9:351. Es sind viele Synonyme bekannt, Ilex bonplandiana Münter, Ilex paraguayensis Hook., Ilex domestica Reisseck, Ilex paraguayiensis Winkl., Ilex paraguayriensis Bonpl., Ilex mate St.-Hil., Ilex paraguensis D.Don., Ilex vestita Reissek, Ilex sorbilis Reisseck, Ilex paraguajensis Endl., Ilex theaezans Bonpl. ex Miers. u. a.

## Anbau
Seit der späten zweiten Hälfte des 19. Jahrhunderts wird er vor allem in Paraguay, Argentinien und Brasilien auch in Kultur angebaut. Noch heute wird jedoch etwa die Hälfte des auf dem Markt befindlichen Mate von wildwachsenden Bäumen geerntet.
Optimale Wachstumsbedingungen für Ilex paraguariensis sind eine relativ gleichmäßige Durchschnittstemperatur von 20 bis 23 °C, mittlere-hohe Luftfeuchtigkeit und Höhenlagen von 400 bis 800 Metern.
Für die Kultur des Mate-Strauches werden die Früchte mechanisch vorgeschädigt und in Wasser aufgeweicht. Die Keimung dauert bis zu drei Monate. In den ersten beiden Jahren sind die kleinen Pflanzen lichtempfindlich und müssen beschattet werden. Die zweijährigen Jungpflanzen werden kurz über dem Boden abgeschnitten, die neu austreibenden Sprosse sind dann kräftiger und fülliger. Nach vier Jahren erfolgt die erste Ernte, die Folgeernten erfolgen je nach Anbaugebiet in einem ein- oder zweijährigen Intervall.

## Verwendung
Verwendet werden die Blätter. Sie werden in den Monaten Mai bis September abgeschlagen und, um ein Schwarzwerden zu verhindern, in Drahtgeflechttrommeln oder Metallzylindern über Feuer kurz hoch erhitzt („Zapekieren“). Dabei werden die Phenoloxidasen (Enzyme), die für das Schwarzwerden verantwortlich sind, inaktiviert und es entstehen die für den Mate-Tee typischen Aromastoffe. Dann werden die Blätter zerkleinert oder pulverisiert.
Gehandelt wird auch gerösteter Mate-Tee. Dafür werden die getrockneten Blätter einem weiteren Erhitzungsprozess unterworfen. In weiten Teilen Südamerikas, vor allem in Brasilien, ist Mate ein beliebtes Nationalgetränk.

## Mate als Aufgussgetränk

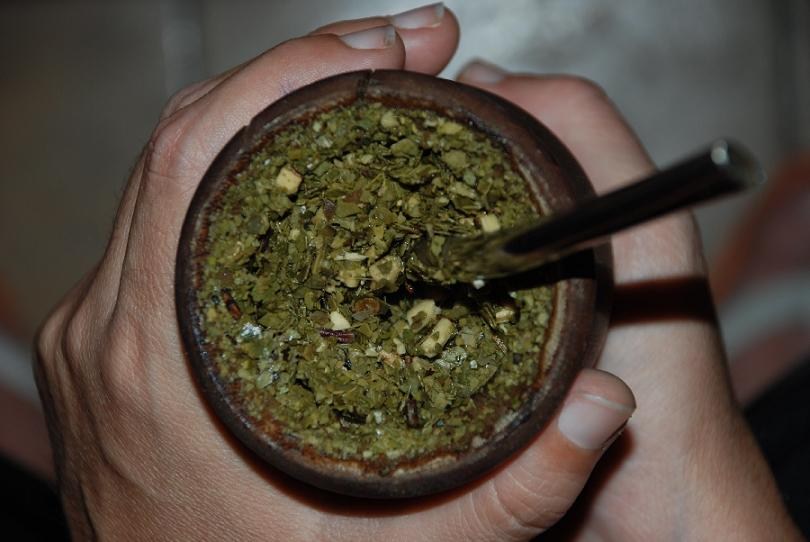
Aufgegossener Mate

Mate wurde schon vor der Kolonialisierung von den Ureinwohnern Südamerikas getrunken. Im Umfeld der traditionellen Anbaugebiete, Rio Grande do Sul (Brasilien), Paraguay, Argentinien, Uruguay, in Teilen Chiles und im bolivianischen Gran Chaco trinkt die Mehrzahl der Menschen heutzutage regelmäßig Mate – in Argentinien trinken etwa 80 % der Bevölkerung mindestens einmal pro Woche Mate, der Jahreskonsum betrug 2011 6,8 kg pro Kopf. In anderen Ländern jedoch konnte sich das Getränk nie durchsetzen, weshalb der Export gering blieb und die Produktion vorwiegend dem Eigenbedarf dient. Eine Ausnahme stellen die Kanarischen Inseln, Syrien und der Libanon dar. Mate wurde dort zu Beginn des vorigen Jahrhunderts von arabischen Auswanderern, die wieder in das Land zurückkehrten, eingeführt, und gilt als „das Hauptgetränk“ in manchen Provinzen („Piporé“, „Yerba Mate“). Allerdings haben sich dort nicht alle in Südamerika mit dem Matetrinken verbundenen Bräuche gehalten. Ursprünglich und heute wieder in den nördlicheren, wärmeren Gebieten des südlichen Südamerika wird der Sud als Tereré (eis)kalt getrunken.
In Südamerika werden auch andere Aufgussgetränke als Mate bezeichnet, z. B. in Bolivien und Peru generell Aufgüsse aus anderen Pflanzen wie mate de coca, zubereitet aus den Blättern des Cocastrauchs.

## Etymologie und Geschichte
Mate wurde schon von den Ureinwohnern Lateinamerikas genutzt. Das Wort stammt vom Quechua-Wort „mati“ ab, das eine ausgehöhlte Kalebasse als Trinkgefäß bezeichnet, also den Behälter, in dem die Blätter aufgegossen werden. Heute werden die gebrauchsfertigen getrockneten Blätter in Brasilien als  „erva-mate“ verkauft oder auch einfach „erva“, in den spanischsprachigen Ländern „yerba“ oder „hierba“ (= Kraut, gemeint ist Heilkraut) genannt. Ende des 16. Jahrhunderts berichtete der spanische Konquistador und Gründer von Buenos Aires, Pedro de Mendoza, von einem aufmunternden Getränk der Indios. Als im folgenden Jahrhundert die Jesuiten das heutige Paraguay besiedelten, begannen sie mit dem systematischen Anbau der Mate-Pflanze und hatten bis zu ihrer Vertreibung im 18. Jahrhundert eine Art Handelsmonopol in ganz Lateinamerika.
Der französische Botaniker Auguste de Saint-Hilaire ordnete während seiner Reisen durch Brasilien zwischen 1816 und 1822 auch die Mate-Pflanze systematisch ein. Dass sie dennoch nicht brasiliensis, sondern paraguayensis (oder auch paraguaiensis) heißt, liegt einer wissenschaftlichen Legende zufolge an einer Verwechslung beim Beschriften der Proben in Curitiba.

## Wirtschaftliche Bedeutung
Für den brasilianischen Bundesstaat Paraná war Mate die Ursache für einen lang anhaltenden wirtschaftlichen Aufschwung und schließlich die Unabhängigkeit als eigener Bundesstaat. Paraná war bis zum 19. Dezember 1853 ein Bezirk des Staates São Paulo. Über einen Zeitraum von über 50 Jahren machte der Mate-Anbau und seine Weiterverarbeitung bis zu 85 % der Wirtschaftsproduktion von Paraná aus. Für die Herstellung von Maté wurden neue Städte mit Röstereien und Veredelungsmühlen gegründet. Das Transportwesen entwickelte sich, auf dem Rio Iguaçu wurde ein regelmäßiger Schiffsverkehr begonnen, die lange Verbindungsstraße „Graciosa“ und eine Eisenbahnlinie gebaut, die Curitiba mit Paranaguá verbindet. Begleitende Industriezweige wie die Fassherstellung entstanden. Dieser Mate-Boom hielt bis etwa zum Zweiten Weltkrieg an.
In den letzten beiden Jahrzehnten des 20. Jahrhunderts wurden viele Hektar Land sowie wenig oder nicht genutzte Mate-Betriebe vom Movimento dos Trabalhadores Rurais Sem Terra (MST, Bewegung der landlosen Landarbeiter) besetzt. 1989 entstand in Süd-Paraná die erste MST-Siedlung „Novo Paraíso“ (= Neues Paradies); bis heute gibt es über 50 Kooperativen, die mittlerweile offiziell anerkannt und von der Regierung mit Krediten und Infrastruktur unterstützt werden.

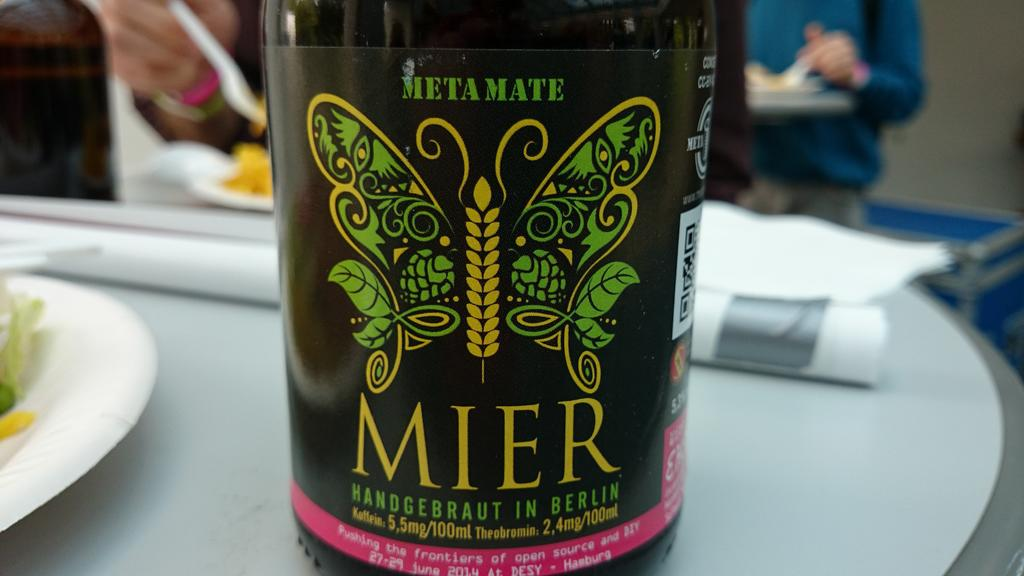
Open source Bier-Mate Mix-Getränk „Mier“ von Metamate

Heute wird Mate in Deutschland in einigen Supermärkten als Aufgussbeutel, in vielen Eine-Welt-Läden als „Brasilianischer Yerba“ und in vielen türkischen und arabischen Supermärkten als argentinischer Mate, „Yerba Mate“, verkauft. Zur Limonade verarbeitet, ist sie als Szene-Drink (z. B. Club-Mate) erhältlich. Ebenfalls existiert quelloffenes Mate-Bier (Rezept und Label unter CC-BY-NC-SA), das mit der Bezeichnung Mier vertrieben wird.
In manchen Ländern des Nahen Ostens, wie Syrien und Libanon, wird Mate in einigen Provinzen getrunken (s. o.).